# يوليان أبستول
يوليان كاتالين أبستول (بالرومانية: Iulian Apostol)‏ (مواليد 3 ديسمبر 1980 في غالاتس) لاعب كرة قدم روماني دولي يجيد اللعب في خط الوسط . يلعب حاليا لصالح نادي أونيريا أوزيسيني الروماني منذ 2007 .

## روابط خارجية
- يوليان أبستول على موقع قاعدة بيانات كرة القدم.إي يو (الإنجليزية)
- يوليان أبستول على موقع ناشيونال فوتبول تيمز (الإنجليزية)
- يوليان أبستول على موقع Soccerway.com (الإنجليزية)
- يوليان أبستول على موقع عالم كرة القدم.نت (الإنجليزية)